# Alphonse de Portugal (1263-1312)
Pour les articles homonymes, voir Alphonse de Portugal.
Alphonse de Portugal (1263 - 1312), infant de Portugal, seigneur de Portalegre, est un fils du roi Alphonse III de Portugal et de sa deuxième femme, l'infante Béatrice de Castille.

## Biographie
Fils du roi Alphonse III de Portugal et de sa seconde épouse, Béatrice de Castille, Alphonse de Portugal est né le 8 février 1263 à Lisbonne. Par son père, il était le petit-fils d'Alphonse II de Portugal et d'Urraque de Castille, fille d'Alphonse VIII de Castille. Par sa mère, il était le petit-fils d'Alphonse X de Castille et de sa maîtresse, Marie de Guzman.
Son père lui donne les seigneuries de Portalegre, Vide, Arronches, Marvão et Lourinhã.
Lorsque son père le roi Alphonse III meurt en 1279, dom Alphonse, incité par quelques nobles mécontents, essaie de remettre en cause la légitimité de son frère, Denis en alléguant que ce dernier était né avant la validation papale du mariage de ses parents. Ainsi, bien qu'étant l'aîné, Denis devait être considéré comme fils adultérin, puisque le mariage de ses parents n'a pu être légalisé qu'après la mort de la première épouse du roi, Mathilde de Dammartin, en 1259. Étant né en 1263, Alphonse s'estimait légitime.
Le nouveau roi ne craint cependant pas les prétentions de son frère, le pape ayant donné son consentement, le second mariage était parfaitement légitime aux yeux des catholiques portugais. Alphonse tente de faire construire une muraille autour de la ville de Vide, dont il est le seigneur ; mais son frère le roi s'y oppose vigoureusement. Alphonse, craignant la colère du roi, se rend en Castille, en laissant certains de ses partisans négocier avec son frère.
Finalement, Alphonse ne rentre pas en Portugal et participera à la guerre entre l'infant Sanche de Castille et son père le roi Alphonse X de Castille. À la mort de ce dernier en 1284, Denis contraint son frère à rentrer en Portugal et lui interdit de se mêler des affaires castillans. Cependant, les seigneuries qu'Alphonse avait reçu de son père, Portalegre, Vide, Arronches et Marvão, situées sur les frontières avec la Castille, sont rapidement devenues un lieu de refuge pour les nobles castillans mécontents.
Alphonse continuera à aider les opposants de Sanche IV, facilitant leurs raids à travers la Castille. Ce dernier se plaindra régulièrement au roi de Portugal. Furieux, Denis marcha contre son frère, qu'il assiégea dans Arronches. Le roi de Castille vient le soutenir, mais Alphonse parvient à s'enfuir à Badajoz. La reine Élisabeth de Portugal est alors intervenue et réussit à obtenir la réconciliation des deux frères, forçant Alphonse à céder au roi certains de ses villages de l'Alentejo, en échange d'autres terres dans le pays, et d'une rente versée annuellement.
Il est mort à Lisbonne le 2 novembre 1312 et inhumé dans l'église Saint-Jean d'Alpoaro à Santarém.

## Mariage et descendance
En 1287, Alphonse a épousé Yolande Emmanuelle de Castille, fille de l'infant Emmanuel de Castille et de Constance d'Aragon et demi-sœur de Don Juan Manuel, prince castillan et écrivain médiéval.
Ils eurent cinq enfants :
- Alphonse, né en 1288, seigneur de Leiria ;
- Marie, née en 1290, mariée avec Tello de Molina puis à Ferdinand de Haro ;
- Isabelle, née en 1292, dame de Penela et de Biscaye par son mariage avec Jean de Haro, petit fils d'Alphonse X ;
- Constance, née en 1294, mariée avec Gonzalez Nunez de Lara ;
- Béatrice, née en 1298, dame de Lemos, mariée avec Pierre Fernandez de Castro.

## Armoiries
| Blason | Blasonnement : Écartelé de Portugal ancien (I et IV) et de Castille (II et III). |